# Gustave-Augustin Quesneville

Gustave-Augustin Quesneville, né le 1er janvier 1810 à Paris 10e et mort le 14 novembre 1889 à Paris 6e, est un chimiste, pharmacien et médecin français, fabricant de produits chimiques et pharmaceutiques, connu principalement pour avoir créé et dirigé un journal scientifique réputé : le « Moniteur scientifique du Docteur Quesneville ».

## Biographie
Fils de Jean Baptiste Quesneville, lui-même chimiste et propriétaire à Paris à partir de 1822 d’une manufacture de produits chimiques et pharmaceutiques, Gustave-Augustin Quesneville fait ses études à Versailles, à l’institution Chauvel, où il remporte les premiers prix au grand concours.
En 1824, âgé de 14 ans, il est placé en école auprès de Nicolas-Louis Vauquelin, chimiste de renom et maître en pharmacie, ami de son père et ancien propriétaire de la manufacture acquise par celui-ci en 1822.
Après la mort de Nicolas-Louis Vauquelin en 1829, Gustave-Augustin Quesneville devient durant un an préparateur des cours du célèbre chimiste Michel-Eugène Chevreul. Il est aussi appelé par M. de Barrande, précepteur du Duc de Bordeaux, à préparer les cours de chimie destinés audit jeune duc.
Poursuivant ses études, il devient Maître en pharmacie de l’école de Paris, ainsi que Bachelier en droit (par intérêt pour la médecine légale), puis, en 1834, médecin en soutenant devant la Faculté de médecine de Paris une thèse sur l'apoplexie sanguine ou l'hémorragie cérébrale,.
En 1840, il prend la succession de son père à la tête de la manufacture de produits chimiques et pharmaceutiques et lance la même année la Revue scientifique et industrielle, dans laquelle il se propose de faire connaître chaque mois, avec ses observations s’il y a lieu, tout ce qui se fait ou se publie d'intéressant, en France comme à l'étranger, sur la physique, la chimie, la pharmacie et l'industrie, la chirurgie et la médecine,.
Sous forme de livre-journal, cette publication connaîtra plusieurs séries et changements de nom durant les quelque cinquante ans de sa diffusion, Gustave-Augustin Quesneville n'y mettant un terme, pour raison de santé, qu’un seul mois avant sa mort à bientôt 80 ans,,.
Reconnu par ses contemporains pour être un esprit libre et sincère, il accueille dans sa revue les idées novatrices et, volontiers critique, il n’hésite pas à y défendre les scientifiques victimes selon lui d’injustice face aux puissants du monde des sciences.
Politiquement républicain, il était sur le plan scientifique partisan de la chimie moderne, notamment de la théorie atomique qui était pourtant à l’époque fortement critiquée,.
Ses funérailles au cimetière du Père Lachaise, le 18 novembre 1889, ont été suivies par une foule considérable des milieux de la chimie, du monde médical, de la pharmacie, de l’enseignement, entre autres. La presse française et  étrangère s’en est fait l’écho, comme par exemple : Le Temps, La Justice, Le Progrès médical, La Nature, le Chemical News, le Chemiker-Zeitung, le Chemist and Druggist.

## Travaux
Si le Moniteur scientifique, par la notoriété et la longévité de cette revue, lui a offert la postérité, Gustave-Augustin Quesneville est aussi un chimiste manufacturier émérite, reconnu très tôt comme tel par ses contemporains, notamment pour les nombreux produits dont il a doté la thérapeutique de l’époque.
Dès 1838, une publication intitulée biographie des hommes du jour vante ses mérites pour être « parvenu à imiter, à dépasser même la nature, en composant avec le citrate double de fer et soude une poudre propre à faire une eau gazeuse martiale qui, comme les eaux minérales naturelles, présente le fer à l’état de la plus parfaite dissolution », ou encore pour avoir enrichi la thérapeutique en propageant l’emploi du principe actif des eaux minérales sulfureuses, désigné par lui sous le nom d’extrait de Barèges, pour lutter contre les maladies de peau.
Si le Moniteur scientifique ne couvrait pas toujours ses frais, sa pharmacie par contre (située 12 rue de Buci à Paris) lui assurait de substantiels revenus, grâce notamment à sa crème de sous-nitrate de bismuth, qu’il vendait en grande quantité aux pharmaciens de province, et à son vinaigre phéniqué, très demandé.
Enfin, par l'intermédiaire de sa revue le plus souvent, ou séparément, Gustave-Augustin Quesneville a publié au cours de sa vie différents mémoires remarqués, avec toujours le souci de promouvoir la science et plus particulièrement la chimie, de l'expliquer et la mettre à portée du plus grand nombre. L’introduction au premier numéro de sa Revue scientifique et industrielle traduit clairement cet engagement : « La science est tout, c’est la connaissance de ce qui est ; tout est en elle, rien n’est en dehors d’elle. Elle appartient à tous ; c’est donc un devoir de la propager, et ce serait un crime de s’y opposer »,,.